# 俄罗斯中央选举委员会
55°45′27″N 37°37′35″E / 55.75750°N 37.62639°E

紋章

俄罗斯联邦中央选举委员会 (俄语：Центральная избирательная комиссия Российской Федерации (Центризбирком))创建于1993年9月，是俄罗斯联邦负责全国选举事务的最高行政机关。它由15名成员组成，俄罗斯总统、俄罗斯国家杜马和俄罗斯联邦委员会分别指定5名成员，这些成员之间相互选举出委员会主席，副主席和秘书长。委员会成员任期为4年。 2007年1月30日通过，总统签署的俄罗斯新的选举法中，将未接受过高等教育的人士被允许进入中央选举委员会。

## 主席
1. 1993年9月－1996年11月14日 - 尼古拉·里亚博夫
2. 1996年11月14日－1999年3月24日 - 亚历山大·伊万琴科
3. 1999年3月24日－2007年3月26日 - 亚历山大·韦谢尼亚科弗
4. 2007年3月26日至今 - 弗拉基米尔·丘罗夫

## 国际合作
俄罗斯中央选举委员会是中东欧选举机构协会的成员单位。